# عاصم کوفی
ابوبکر عاصِم بن ابی‌النَجود کوفی اسدی قاری کوفه، از قراء هفتگانه و قرائت را از عبدالله بن حبیب سُلَمی شاگرد زید بن ثابت صحابی فراگرفت. قرائت عاصم به روایت مشهور، همان قرائت علی بن ابیطالب است.
قرائت قرآن به روایت حفص از عاصم کوفی مشهورترین قرائت در میان عموم مسلمانان است.
کسانی که از او روایت کرده‌اند:
- حفص (ابو عمرو حفص ابن سلیمان)
- ابوبکر (شعبة ابن عیاش سالم)

وی در سال ۱۲۷ هجری قمری درگذشت.